# Сольдан, Август Фридрих
Август Фредрик Сольдан (13 июля 1817, Сортавала — 5 февраля 1885, Гельсингфорс) — финский инженер-химик и инженер-лейтенант, работавший первым директором Финляндского монетного двора (1861—1885).

## Биография

### Ранний период жизни
Отец Августа Фредрика Сольдана — Карл Густав Сольдан был сборщиком налогов. Сольдан учился в Кадетской школе в города Хамина в 1832—1838 годах, затем в 1838—1839 годах в Петербургской инженерной школе, после чего служил инженером-механиком в Российской армии, где в 1840 году получил чин лейтенанта. В 1843—1849 годах он служил в качестве помощника преподавателя химии в Петербургской военной инженерной школе, в 1847—1848 годах учился в немецком Гессене под руководством известного химика Юстуса фон Либиха. Приняв участие в революции в 1848 году, Сольдан не был заинтересован в возвращении в Россию, некоторое время проживал в Париже, а также в Англии, Норвегии и Стокгольме. Так как Сольдан практически дезертировал из Российской армии, то в 1849 году, опасаясь российских официальных властей, он переехал в Соединённые Штаты Америки. Там он работал, в том числе, преподавателем в школе для мальчиков в Ньюарке, помощником преподавателя химии в Филадельфии, домашним учителем в Нью-Йорке. В 1852 году он получил патент, разработав способ выработки сухого молока, и основал завод по производству сухого молока с двумя другими компаниями. Он так же принимает участие в заказанном штатом Пенсильвания геологическом исследовании и картографических работах. В 1858 году Сольдан осел в шведском Гётеборге, где он работал лектором и выпустил доклад о применении коксового газа. В следующем году он вернулся в Финляндию, получив должность директора Хельсинкской технической реальной школы. Он так же принимал участие в основании Хельсинкского газового завода. В 1860 году Сольдан участвовал в сельскохозяйственной экспедиции Фабиана Лангенскиёлдина и Эдмунда фон Бергина, целью которой было выяснение возможностей улучшения финской дегтярной промышленности. Его исследовательский отчёт о сжигании дёгтя в Северной Финляндии вышел в следующем году.

### Директор Монетного двора
В 1860 году было принято решение о выпуске в Финляндском Великом княжестве собственных денег. Было получено разрешение чеканить финскую марку и финский цент, таким образом, назрела необходимость в основании собственного Монетного двора. Было решено поставить Монетный двор в подчинение Горного управления, отдельно от Банка Финляндии. Основание нового подразделения поручили Сольдану, для чего он знакомится с работой монетных дворов в Стокгольме, Ганновере и Берлине. По возвращении в Финляндию в 1861 году его назначают первым директором Монетного двора. Чеканка денег началась, когда здание Монетного двора после некоторых задержек было открыто в 1864 году в Катаянокка, Хельсинки. Сольдан усердно руководил двором более двадцати лет. В последние годы он много болел и часто освобождался от выполнения своих обязанностей, но тем не менее управлял Монетным двором до самой смерти. В 1864—1884 годах на чеканящихся монетах выбивалась буква «S» — первая буква фамилии Сольдан, инициал минцмейстера монетного двора. Помимо планирования помещений Монетного двора и поставок оборудования, Сольдан так же участвовал в составлении эскизов монет. По его указанию на одну из сторон финской монеты был нанесен геральдический  лев на основе картины, написанной в начале 1700-х годов Элиасом Бреннером. Он так же участвовал в составлении эскизов финских купюр. До того как Финский Банк начал в 1885 году печатать марки-купюры, они печатались заграницей и директор Монетного двора не мог влиять на их эскизы, но Финский банк привлекал Сольдана как специалиста, интересующегося, помимо всего прочего, изобразительным искусством и являющимся хорошим рисовальщиком. Он предложил для купюр традиционную финскую тему природы и был чрезвычайно дотошен в деталях. В 1879 году была выпущена купюра в 50 марок, на которой была нарисованная Сольданом картина местечка Уурансалми близ Выборга.

## Личная жизнь и семья
Сольдан был художественно одарённым человеком и двое из его детей стали художниками. Его сестра Августа Сольдан тоже была известной художницей. Ко всему прочему, Сольдан увлекался философией и писал в течение нескольких лет так и оставшееся незаконченным произведение на основе собственных мировоззренческих взглядов. Сообщается, что Сольдан постиг учение философа Иоганна Фридриха Гербарта, с которым познакомился в 1867 году. В 1877—1878 годах в газете Finsk Tidskrift вышла его статья в двух частях «Herbart och Rein».
Август Фредрик Сольдан с 1860 года был женат на Мари Мюллер. Их дети Венни Сольдан-Брофельдт и Август Леопольд Сольдан стали художниками, Тилли Сольдан была директором известного детского воспитательного учреждения, так любимого финским писателем Юхани Ахо. Юхани Ахо был женат на Венни Сольдан, став, таким образом, зятем Августа Фредрика Сольдана. Ю.Ахо опубликовал в 1901 году биографию своего тестя «Человек мысли: очерки о жизни Августа Фредрика Сольдана».

## Научные труды
• Om lysgas och dess användning (esitelmä, 1859)
• Om Finlands tjärindustri och dess möjliga förbättring (1861, suomeksi 1862 nimellä Suomen terwapoltosta ja kuinka se olisi parannettawa)

Аверс: Двуглавый орёл с распростёртыми крыльями под тремя коронами; из верхней короны спускается развевающаяся Андреевская лента; на груди орла щит с гербом Великого Княжества Финляндского, окружённый цепью ордена св. Андрея Первозванного. В лапах орла скипетр и держава. Под орлом знак директора монетного двора: S (August Frederik Soldan). Внизу надпись полукругом: FINLAND * SUOMI
Реверс: Внутри верёвочного ободка обозначение номинала: 20 MARKKAA; под фигурной чертой дата: 1878. Круговая надпись: 5,806 .. GRM. KULTAA. 0,645 .. GRM. KUPARIA *
Гурт: рубчатый
Диаметр: 21,3 мм
Год чеканки: 1878 г.
Место чеканки: Гельсингфорс
Примечание: Выпуск для Финляндии в составе Российской империи
Источники: ГМ 59.II.19; Биткин 611 (R)

## Другие источники
- Золотые монеты в истории династии Романовых. Каталог выставки. Международный нумизматический клуб. — М.: Лингва-Ф, 2017. — 432 с. — ISBN 978-5-91477-038-6.
- August Fredrik Soldanin artikkeli «Herbart och Rein» (1877—1878) (ruotsiksi) Filosofia.fi
- Juhani Aho: Aatteiden mies: piirteitä August Fredrik Soldanin elämästä (1901) digitoituna<img src="//fi.wikipedia.org/wiki/Special:CentralAutoLogin/start?type=1x1" alt="" title="" width="1" height="1" style="border: none; position: absolute;" />

Noudettu kohteesta "https://fi.wikipedia.org/w/index.php?title=August_Fredrik_Soldan&oldid=15616095»
Классификация
• Финские инженеры
• Военные инженеры
• Финские химики
• Директора государственных учреждений
• Родившиеся в 1817 году
• Умершие в 1885 году